# 東夷 (トールキン)
東夷（とうい、Easterlings）は、J・R・R・トールキンの中つ国を舞台とした小説、『指輪物語』、『シルマリルの物語』に登場する種族。
古くからモルゴスやサウロンの影響下にあり、エルダールやその友人である人間（エダイン）たちと対立した。
エダインやドゥーネダインと比べると、身長は低く、身体の幅があったが、力強く長い腕を持っていた。肌の色は褐色で、目と髪は黒い。フォロドワイス族もかれらと同じ血統に属している。
第一紀にはその肌の色から、褐色人（Swarthy Men）とも呼ばれた。

## 第一紀の東夷
東夷は太陽の時代の472年ごろ、エダインに150年ほど遅れて、ベレリアンドに到着した。
エダインはかれらよりも遅れて東方からやって来た人々を「東夷」と呼んだ。また肌の色から「褐色人」とも呼んだ。
東夷には多くの部族があり、エルフよりもドワーフを好むものもいれば、エルダールよりも冥王に忠誠を誓うものもいた。
東夷とエダインとは、お互いに親愛感を抱かなかった。
かれらの族長の中で、最も強力だったのはボールとウルファングだった。
フェアノール王家のマイズロスはかれらと同盟を結び、東ベレリアンドに住まわせた。

### ボールの一族
ボールは463年にベレリアンドのロスランの地に入った。
かれの息子たちには、ボルラド、ボルラハ、ボルランドがおり、マイズロスとマグロールに臣従した。
マイズロスはかれらに、マイズロスの辺境国の南北にある土地を与えた。
モルゴスの望みをよそにマイズロスとマグロールに忠誠を尽くしたが、ニアナイス・アルノイディアドでマイズロスを守って全員討ち死にした。

### ウルファングの一族
ウルファングはボールが来た後にロスランの地に入った。
かれの息子たちには、ウルファスト、ウルワルス、ウルドールがいた。
かれらはカランシアに忠誠を誓い、マイズロスの辺境国の南北に住んだ。
かれらはひそかにモルゴスと通じており、ニアナイス・アルノイディアドでは土壇場でマイズロスを攻め、マイズロスの連合を内側から崩壊せしめた。
このためウルファングは腹黒いウルファングとして、裏切りを主導したウルドールは呪われたるウルドールとして知られるようになった。
しかしウルドールはマイズロスに討たれ、ウルファストとウルワルスはボールの息子たちに討たれたため、裏切りの代価を受け取ったものはいなかった。
生き残った裏切り者の東夷たちにも、モルゴスは約束した代価を払わなかった。かれらはベレリアンドの広大な大地を与えられる代わりに、ヒスルムに閉じ込められた。
ヒスルムの東夷はハドルの族を虐げ、財産を取り上げて奴隷にしたが、「ドル＝ローミンの奥方」モルウェンのことは魔女として恐れた。実際のかの女の暮らしは貧しかったが、夫フーリンの親戚の女性アイリンがひそかに助けてくれた。アイリンの夫は東夷のブロッダであり、かれは後にモルウェンの息子トゥーリンの手で殺された。
怒りの戦いによってモルゴス軍が崩壊すると、かれらは青の山脈を越えて、遠く東へと逃げていった。

## 第二紀の東夷
モルゴスがヴァラールに捕らわれた後、かれの副官であったサウロンは中つ国に隠れ住み、次第に力を増していった。
サウロンは人間たちを支配することをあきらめず、東夷やハラドリムをたぶらかし、かれに従わせた。
東夷は第二紀の3434年、モルドールの同盟としてダゴルラドの戦いに参戦し、人間とエルフの最後の同盟と戦った。

## 第三紀の東夷
第三紀の間東夷と呼ばれていたのは、リューンの湖の東に住む人間だった。
かれらはサウロンと同盟を結び、ゴンドールへの攻撃を繰り返した。

### 馬車族
馬車族はサウロンにたきつけられ、ゴンドールを憎んだ東夷の連合だった。
悪疫がゴンドールを弱体化させたあとの1856年に、馬車族は攻撃を開始し、ダゴルラドの合戦でナルマキル2世を殺した。
かれらはワゴンや二輪戦車に乗ってロヴァニオンに進入し、住民を奴隷とした。
ゴンドールはアンドゥインの東にある全ての領土を徐々に失っていった。
1899年にロヴァニオンで起きた叛乱にも助けられ、ナルマキルの息子カリメフタールはダゴルラドで馬車族を打ち破り、馬車族は撤退した。
馬車族はゴンドールを挟み撃ちにすべく、ゴンドールの南方に同盟国を求めた。
45年後の1944年、モルドールの南にある国、近ハラドのハラドリムと、その東の国、ハンドのヴァリアグたちと同盟を組み、北と南からゴンドールを攻撃した。
馬車族の北方軍はモランノンの前でゴンドールの北軍を打ち破り、国王オンドヘアと二人の王子を討った。
一方馬車族、ハラドリム、ヴァリアグからなる南方軍は、ゴンドール南軍の将軍エアルニルに打ち破られた。
エアルニル率いる南軍はゴンドール北軍の残党を集めながら北上し、祝杯をあげていた馬車族の野営地を急襲した。これにより馬車族は敗走した。

### バルホス
バルホスはロヴァニオンに移住した東夷の一族で、ドル・グルドゥアに拠点を築いたサウロンと同盟し、ゴンドールを攻撃した。
馬車族の敗走のあと、ロヴァニオンの北方人たちはこの地を去り、ゴンドールの国人に混じって住むようになった。
バルホスは闇の森の東の地に移住した、東夷の一族である。
かれらは2510年にゴンドールに向けて南下し、オークとともにカレナルゾンでゴンドール軍を危地に陥れた。
しかしこのとき青年王エオル率いるエオセオドの援軍が駆けつけ、バルホスは壊走した。
バルホスも馬車族と同様に、ワゴンや二輪馬車を使った。かれらは馬車族の直接の子孫であったのかもしれない。

## 註
1. ↑  日本語訳では同じ「褐色人」の名が与えられているが、エネドワイスの褐色人は英語ではDunlendingsであり、まったく関係がない。